# Olga Sliúsareva
Olga Anatólievna Sliúsareva –en ruso, Ольга Анатольевна Слюсарева– (Donets, 28 de abril de 1969) es una deportista rusa que compitió en ciclismo en las modalidades de pista, especialista en diferentes pruebas: persecución, puntuación, ómnium y scratch, y ruta. Es la campeona olímpica en puntuación en Atenas 2004 y seis veces campeona mundial en pista (en los años 2001, 2002, 2003, 2004 y 2005).
Participó en tres Juegos Olímpicos de Verano, entre los años 2000 y 2008, obteniendo en total tres medallas, bronce en Sídney 2000 (puntuación), y oro y bronce en Atenas 2004 (puntuación y ruta femenina).
Ganó 18 medallas en el Campeonato Mundial de Ciclismo en Pista entre los años 1995 y 2006, y 6 medallas en el Campeonato Europeo de Ómnium entre los años 1998 y 2005.

## Carrera deportiva
Participó en los Juegos Olímpicos de Sídney 2000, donde consiguió la medalla de bronce en la carrera por puntos. En estos mismos Juegos disputó las dos pruebas de carretera y quedó en la posición 23 en la contrarreloj y en la 42 en ruta.
En Atenas 2004 obtuvo la medalla de oro en la prueba por puntos y la medalla de bronce en ruta individual. Asimismo, fue sexta en persecución individual y duodécima en la prueba de contrarreloj. Por último, participó en Pekín 2008, finalizando octava en la prueba por puntos.

## Medallero internacional

### Ciclismo en pista
| Juegos Olímpicos   | Juegos Olímpicos              | Juegos Olímpicos  | Juegos Olímpicos       |
| Año                | Lugar                         | Medalla           | Competición            |
| ------------------ | ----------------------------- | ----------------- | ---------------------- |
| 2000               | Sídney ( Australia)           | Medalla de bronce | Puntuación             |
| 2004               | Atenas ( Grecia)              | Medalla de oro    | Puntuación             |
| Campeonato Mundial |                               |                   |                        |
| Año                | Lugar                         | Medalla           | Competición            |
| 1995               | Bogotá ( Colombia)            | Medalla de plata  | Velocidad individual   |
| 1998               | Burdeos ( Francia)            | Medalla de bronce | Puntuación             |
| 2000               | Mánchester ( Reino Unido)     | Medalla de bronce | Puntuación             |
| 2001               | Amberes ( Bélgica)            | Medalla de oro    | Puntuación             |
| 2001               | Amberes ( Bélgica)            | Medalla de plata  | Persecución individual |
| 2002               | Ballerup ( Dinamarca)         | Medalla de oro    | Puntuación             |
| 2002               | Ballerup ( Dinamarca)         | Medalla de plata  | Persecución individual |
| 2002               | Ballerup ( Dinamarca)         | Medalla de bronce | Scratch                |
| 2003               | Stuttgart ( Alemania)         | Medalla de oro    | Puntuación             |
| 2003               | Stuttgart ( Alemania)         | Medalla de oro    | Scratch                |
| 2003               | Stuttgart ( Alemania)         | Medalla de bronce | Persecución individual |
| 2004               | Melbourne ( Australia)        | Medalla de oro    | Puntuación             |
| 2004               | Melbourne ( Australia)        | Medalla de bronce | Scratch                |
| 2005               | Los Ángeles ( Estados Unidos) | Medalla de oro    | Scratch                |
| 2005               | Los Ángeles ( Estados Unidos) | Medalla de plata  | Puntuación             |
| 2006               | Burdeos ( Francia)            | Medalla de plata  | Persecución individual |
| 2006               | Burdeos ( Francia)            | Medalla de plata  | Puntuación             |
| 2006               | Burdeos ( Francia)            | Medalla de bronce | Scratch                |
| Campeonato Europeo |                               |                   |                        |
| Año                | Lugar                         | Medalla           | Competición            |
| 1998               | Stettin ( Polonia)            | Medalla de oro    | Ómnium                 |
| 1999               | Dalmine ( Italia)             | Medalla de oro    | Ómnium                 |
| 2000               | Brno ( República Checa)       | Medalla de oro    | Ómnium                 |
| 2002               | Büttgen ( Alemania)           | Medalla de oro    | Ómnium                 |
| 2003               | Moscú ( Rusia)                | Medalla de oro    | Ómnium                 |
| 2005               | Fiorenzuola ( Italia)         | Medalla de oro    | Ómnium                 |

1. 1 2 3 4 5 6  Campeonato Europeo realizado sólo para la disciplina de ómnium.

### Ciclismo en ruta
| Juegos Olímpicos | Juegos Olímpicos | Juegos Olímpicos  | Juegos Olímpicos |
| Año              | Lugar            | Medalla           | Competición      |
| ---------------- | ---------------- | ----------------- | ---------------- |
| 2004             | Atenas ( Grecia) | Medalla de bronce | Ruta             |

## Palmarés en pista
- 1996
  - Campeona de Europa en Òmnium Endurance
- 1998
  - Campeona de Europa en Òmnium Endurance
- 1999
  - Campeona de Europa en Òmnium Endurance
- 2000
  - Medalla de bronce a los Juegos Olímpicos del 2000 en Puntuación
- 2001
  - Campeona del mundo de puntuación 
  - Campeona de Europa en Òmnium Endurance
- 2002
  - Campeona del mundo de puntuación 
  - Campeona de Europa en Òmnium Endurance
- 2003
  - Campeona del mundo de puntuación 
  - Campeona del mundo de scratch 
  - Campeona de Europa en Òmnium Endurance
- 2004
  - Medalla de oro a los Juegos Olímpicos del 2004 en Puntuación
  - Campeona del mundo de puntuación
- 2005
  - Campeona del mundo de scratch 
  - Campeona de Europa en Òmnium Endurance

### Resultados a laCopa del Mundo
- 1993
  - 1.º en Copenhague, en Velocidad
- 1994
  - 1.º en Bassano del Grappa, en Puntuación
- 1996
  - 1.º en La Habana, en 500 m.
  - 1.º en La Habana, en Velocidad
- 1999
  - 1.º en Frisco, en Puntuación
- 2000
  - 1.º en Turín, en Puntuación
- 2001
  - 1.º en Pordenone, en Puntuación
  - 1.º en Pordenone, en Persecución
- 2002
  - 1.º en Moscú, en Puntuación
  - 1.º en Moscú, en Scratch
- 2003
  - 1.º en Moscú, en Puntuación
- 2004
  - 1.º en la Clasificación general  y a la prueba de Moscú, en Scratch
  - 1.º en Moscú, en Puntuación
- 2005-2006
  - 1.º en Moscú, en Puntuación
- 2007-2008
  - 1.º en Sídney, en Persecución por equipos

## Palmarés en ruta
- 1999
  - Vencedora de una etapa al Gran Bucle
- 2001
  - Campeona de Rusia en contrarreloj
  - Vencedora de 2 etapas del Tour del Aude
  - Vencedora de una etapa a Gracia ČEZ-EDĚ
  - Vencedora de 3 etapas en el Gran Bucle
- 2002
  - Vencedora de una etapa del Giro de Italia
  - Vencedora de una etapa en el Gran Bucle
- 2003
  - Vencedora de 2 etapas de la Eko Tour Dookola Polski
  - Vencedora de una etapa en la Emakumeen Bira
- 2004
  - Vencedora del Gran Premio de Dottignies
  - Vencedora del GP della Liberazione
  - Medalla de bronce a los Juegos Olímpicos del 2004 en Ruta
  - Campeona de Rusia en contrarreloj
  - Vencedora de una etapa del Giro de Italia
- 2006
  - Campeona de Rusia en ruta
  - Campeona de Rusia en contrarreloj
  - Vencedora de 3 etapas del Giro de Italia